# IC 1742
IC 1742 ist eine Spiralgalaxie vom Hubble-Typ Sc im Sternbild Widder auf der Ekliptik. Sie ist schätzungsweise 441 Millionen Lichtjahre von der Milchstraße entfernt.
Im selben Himmelsareal befindet sich u. a. die Galaxie NGC 711.
Das Objekt wurde am 11. Januar 1898 von Stéphane Javelle entdeckt.